# Haarige Heideschnecke
Die Haarige Heideschnecke (Xerotricha conspurcata) ist eine Schneckenart der Familie der Geomitridae aus der Ordnung der Landlungenschnecken (Stylommatophora).

## Merkmale
Das gedrückt-kegelförmige Gehäuse ist 3 bis 5 mm hoch und 5 bis 8 mm breit (3,3 bis 4,5 × 4,8 bis 6,8 mm), und im Vergleich (mit anderen Heideschnecken) wenig variabel. Das Gewinde ist niedrig-konisch, die Unterseite ist gewölbt. Die fünf bis sechs Windungen (vier bis fünf Windungen) sind an der Peripherie leicht geschultert und bilden eine mäßig tiefe Naht. Die Schultern liegen oberhalb der Peripherie. Der rundliche Nabel ist eng; er hat nur etwa 1/7 bis 1/6 der Gehäusebreite. Die letzte Windung senkt sich zur Mündung hin nur wenig und erst unmittelbar vor dem Mündungsrand ab. Die Mündung ist elliptisch, der Mündungsrand scharf und nicht nach außen bzw. nur im Nabelbereich leicht umgeschlagen. Innen am Mündungsrand ist auch keine Lippe ausgebildet.
Das opake Gehäuse ist bräunlich, manchmal auch weißlich. Die Zeichnung besteht aus schwachen dunklen Bändern oder unregelmäßigen hellen Flecken, die Muster bilden. Die Oberfläche ist etwas unregelmäßig aber deutlich und dicht gestreift. Bei Jungtieren ist die Gehäuseoberfläche mit 0,2 bis 0,3 mm langen, feinen, leicht gebogenen Haaren besetzt. Bei den erwachsenen Tieren sind die Härchen fast immer abgefallen. Lediglich die Haarnarben sind noch erkennbar.
Der Weichkörper ist klein (im Vergleich zur Gehäusegröße) und hellrötlich mit einem schwarzbraunen Rücken und Kopf. Die Tentakeln sind vergleichsweise kurz. Im zwittrigen Geschlechtsapparat mündet der kurze Samenleiter spitzwinklig in den Epiphallus. Das Flagellum ist kurz und dünn, nur etwa ein Drittel der Epiphalluslänge. Auch der Epiphallus ist vergleichsweise kurz, nur etwa doppelt so lang wie der Penis. Epiphallus und Penis sind nicht deutlich voneinander abgesetzt. Der Penisretraktormuskel setzt am Übergangsbereich Epiphallus/Penis an. Die beiden großen Pfeilsäcke, jeder mit jeweils einem Liebespfeil, sitzen an der Vagina an, noch vor der Einmündung des Penis in das Genitalatrium. Über den Pfeilsäcken folgen wenig verzweigte Glandulae mucosae. Der freie Eileiter ist sehr kurz. Der Stiel der Spermathek ist sehr lang, die Blase legt sich an den Eisamenleiter an. 

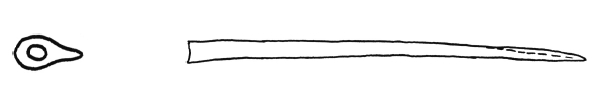
Liebespfeil der Haarigen Heideschnecke

### Ähnliche Arten
Das Gehäuse der Haarigen Heideschnecke ähnelt dem Gehäuse von Microxeromagna lowei; dieses ist aber weiter genabelt und das Juvenilgehäuse weist kürzere, aber dichter stehende Haare auf.

## Geographische Verbreitung und Lebensraum
Die Haarige Heideschnecke kommt im gesamten Mittelmeerraum vor (mit Ausnahme von Zypern, wo sie bisher nicht nachgewiesen ist). Vermutlich beschränkte sich das ursprüngliche Verbreitungsgebiet auf das westliche Mittelmeergebiet und wurde in historischer Zeit in das östliche Mittelmeergebiet verschleppt. In Deutschland ist sie, eingeschleppt, von einem Standort in Baden-Württemberg (Weissach, Baden-Württemberg) nachgewiesen. Sie kommt auch auf den Kapverdischen Inseln, den Kanarischen Inseln und Madeira vor, ebenfalls anthropogen eingeschleppt. Inzwischen gibt es auch in Kalifornien im Bereich der San Francisco Bay Kolonien.
Im Gegensatz zu den meisten anderen Heideschnecken bevorzugt die Haarige Heideschnecke eher schattige, dicht bewachsene Standorte unter Steinen und umgefallenen Baumstämmen, an Bäumen und in Mauerspalten. Sie können an geeigneten Standorten recht zahlreich sein. Die Tiere tarnen gelegentlich ihre Gehäuse.

## Taxonomie
1801 wurde das Taxon als Helix conspurcata von Jacques Philippe Raymond Draparnaud erstmals beschrieben. Es ist die Typusart der Gattung Xerotricha Monterosato, 1892, die heute allgemein als eigenständige Gattung anerkannt wird.
Die Fauna Europaea listet folgende Synonyme: Helix draparnaudia Moquin-Tandon, 1855, Helix euaxes Westerlund, 1893, Helicopsis conspurcata gradata Aguilar-Amat, 1933, Helix moricola Paladilhe, 1875, Helix quisquiliae Paulucci, 1882, Helix sardiniensis Porro, 1838, Helix aetnaea Benoit, 1857 und Helicella mariae Gasull, 1974.

## Gefährdung
Die Art wird als Neozoon in Deutschland nicht bewertet.

## Belege

### Online
- Xerotricha conspurcata (Draparnaud, 1801) auf AnimalBase